# أليسون ميلر (رسامة)
أليسون ميلر (بالإنجليزية: Allison Miller)‏ هي رسامة أمريكية، ولدت في 1974.